# Marike Bok
Marike Bok (Amsterdam, 17 januari 1943 – Den Haag, 12 juni 2017) was een Nederlandse kunstschilder en tekenaar, gespecialiseerd in portretten. Bok had een eigen galerie in de binnenstad van Den Haag.

## Leven en werk
Bok begon al op jonge leeftijd met tekenen en studeerde aan de Koninklijke Academie in Den Haag. 
In 1995 maakte ze het schilderij De Herenclub, waarop bekende Nederlandse artiesten en politici werden afgebeeld. Ze maakte tevens tweemaal een portret van koningin Beatrix. Andere prominente personen die ze heeft geportretteerd zijn Chiem van Houweninge, Lammert Leertouwer, Max van der Stoel, Jeltje van Nieuwenhoven, Nout Wellink, Hans van den Broek en Ruud Lubbers. Marike heeft altijd naar de waarneming geschilderd. Voor haar portretten gebruikte ze geen foto's, maar werkte ze naar model. Haar werken  hangen in universiteiten, rechtbanken en in het Vredespaleis.
Bok woonde 17 jaar samen met kunstenaar Rinus van den Bosch, met wie ze ook samenwerkte. 
Begin 2016 kreeg ze een hersenbloeding die haar motoriek steeds meer belemmerde. Op 12 juni 2017 overleed zij. Marike Bok heeft haar lichaam ter beschikking gesteld aan de wetenschap. In september 2017 verscheen een boek over haar werk en haar leven geschreven door Diederiekje Bok.

## Galerij

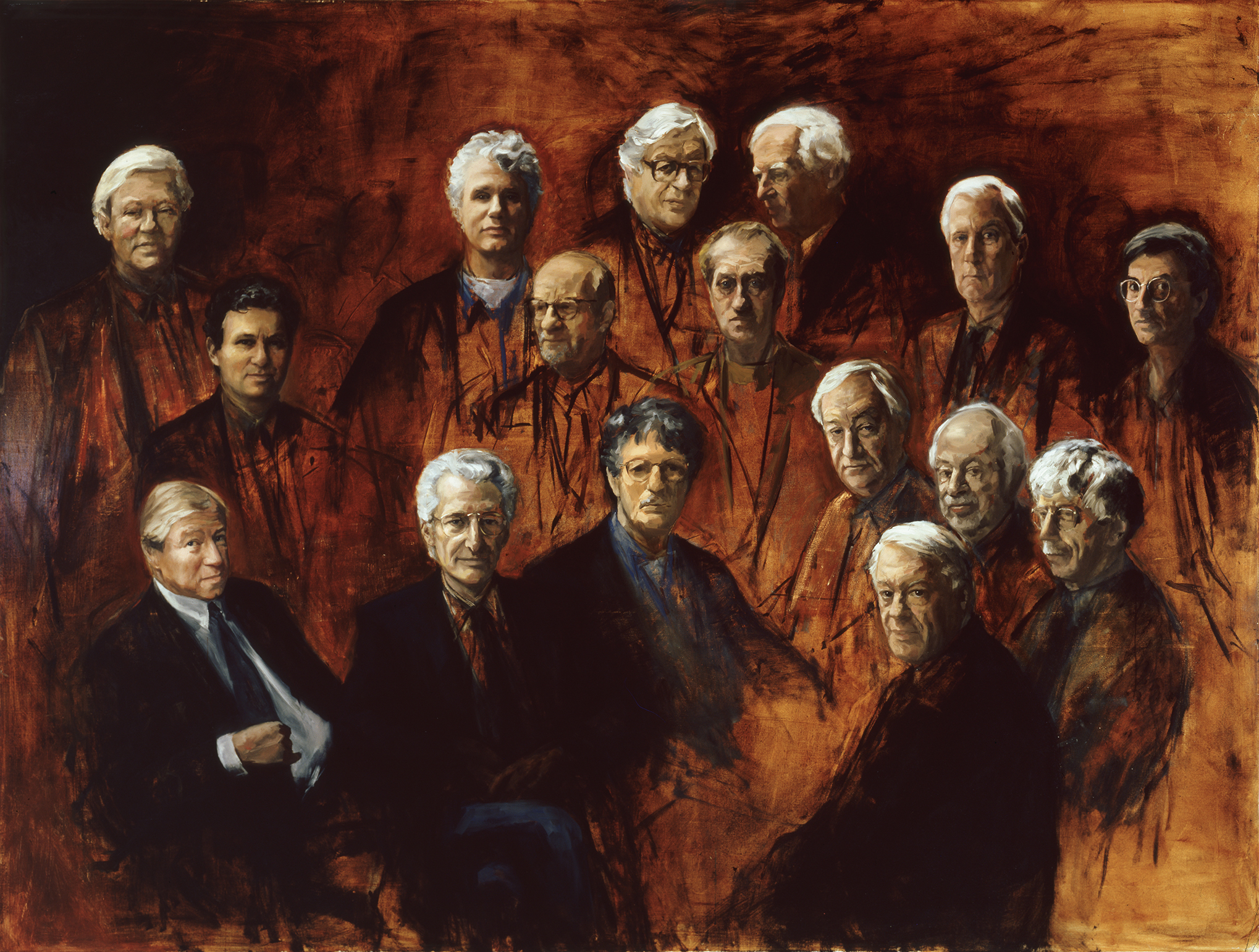
De Herenclub
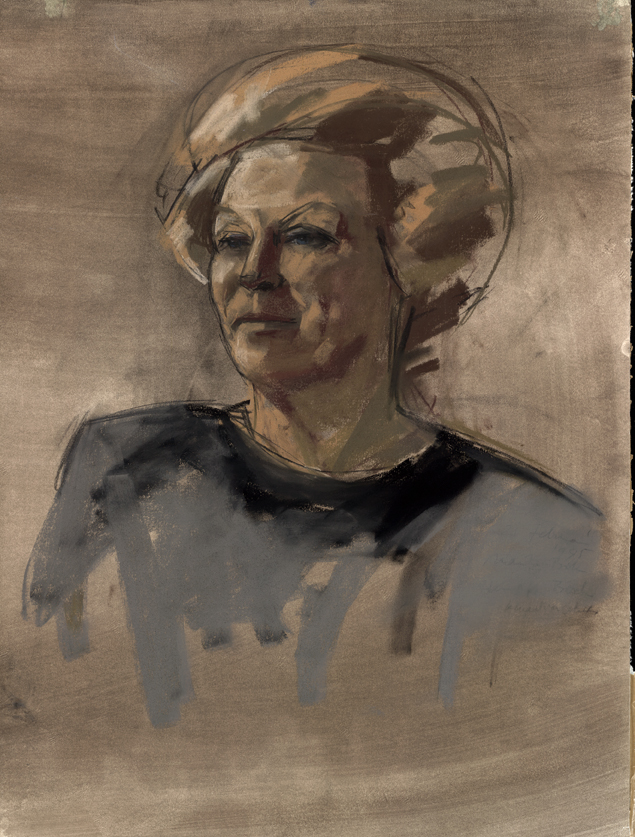
Beatrix der Nederlanden
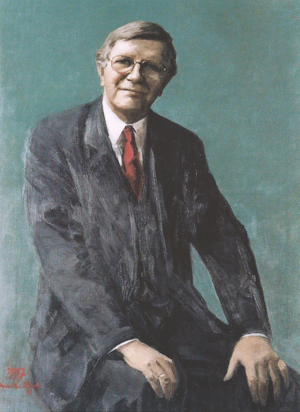
Lammert Leertouwer

## Lijst met bekende geportretteerden
- Koningin Beatrix - Koningin der Nederlanden
- prof.dr. Boering
- Diederiekje Bok - schrijfster
- Els Borst - Minister van volksgezondheid
- W.L. Brugsma - journalist
- Dolf Cohen - Rector Magnificus
- Marcel van Dam - politicus en tv-presentator
- Dick Dolman - voorzitter tweede kamer
- Adriaan van Dis - schrijver
- Frits Duparc - directeur Mauritshuis
- Eddy Habbema - artistiek directeur Koninklijke Schouwburg
- Jeroen Henneman - kunstenaar
- Chiem van Houweninge - acteur
- Annemarie Jorritsma - Minister van financiën
- Gerrit Komrij - schrijver
- Kees Kramer - directeur van Hotel Des Indes
- Lammert Leertouwer- theoloog
- Reinbert de Leeuw - dirigent
- Frank Letterie - beeldhouwer
- Ruud Lubbers - Minister president
- Ad van Luyn - bisschop van Bisdom Rotterdam
- Siep Martens - president van de Hoge Raad
- Hein Mevissen - regisseur, kunstenaar
- Hans van Mierlo - politicus
- Harry Mulisch - schrijver
- Jeltje van Nieuwenhoven - voorzitter tweede kamer
- Cees Nooteboom - schrijver
- Willem Otterspeer - schrijver
- Sjoerd Royer - president van de Hoge Raad
- Mineke Schipper - hoogleraar
- Jan Snoeck - beeldhouwer
- André Spoor - hoofdredacteur NRC
- Max van der Stoel - Minister van staat
- Coen Stork - ambassadeur
- Jaap Vegter - tekenaar
- Ernst van de Wetering - Rembrandt-expert

## Tentoonstellingen
- Pulchri Studio, Den Haag 2000
- Pulchri Studio, Den Haag 2000
- portrettengalerij, Koninklijke Luchtmacht, 2000
- Hoge Raad der Nederlanden, generaal B.A.C. Droste 2000
- Nieuwspoort, Den Haag, Minister Annemarie Jorritsma e.a. 2000
- Oranje Boven, zeefdrukkerij Zeefdrukken, koningin Beatrix 1998
- Tweede Kamer, Den Haag, Portret D. Dolman 1997
- Historisch Museum, Amsterdam, De Herenclub schilderij 1996
- Museum Mesdag, Den Haag, Portret Koningin Beatrix 1995
- Portretgalerie, permanente tentoonstelling

## Boeken
- Marike Bok, ogen van een klok (2017), Diederiekje Bok, ISBN 9789082737202
- Rinus (2017), Willem Otterspeer, Diederiekje Bok, ISBN 9789072603111
- Flarden van een stem (2009), Willem Otterspeer, ISBN 9789023456810